# San Clemente Dam

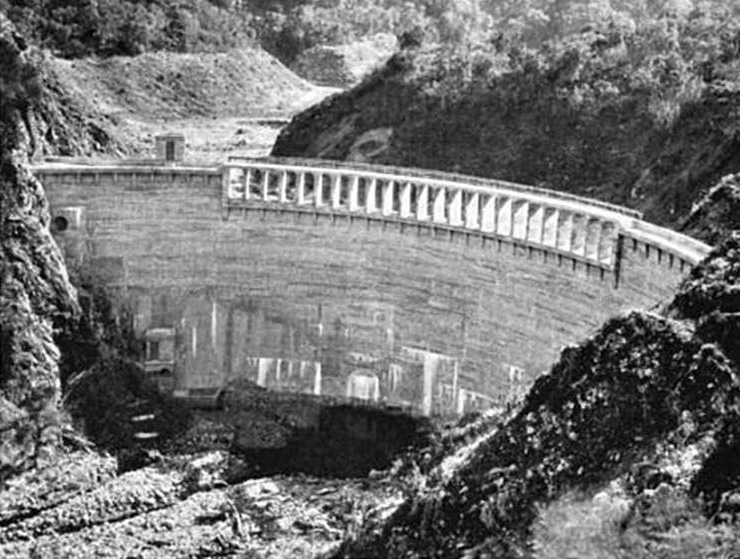
San Clemente Dam in 1921

De San Clemente Dam is een betonnen stuwdam op de Carmel River ten zuiden van Carmel Valley (Monterey County) in de Amerikaanse staat Californië. De boogdam is 32,3 meter hoog. De dam wordt uitgebaat door California American Water. Toen de San Clemente Dam in 1921 gebouwd werd, had het achterliggende stuwmeer een volume van ongeveer 1,8 miljoen m³. Doordat de dam heel veel sediment tegenhoudt, is de capaciteit van het meer drastisch verminderd. Nu het water van de Carmel stroomopwaarts van de dam afgeleid wordt, heeft de dam ook geen praktisch doel meer. Studies wezen bovendien uit dat de dam structureel gevaar liep bij aardbevingen of overstroming.
In plaats van de dam te versterken, koos California American Water in overleg met California State Coastal Conservancy, de National Marine Fisheries Service van de National Oceanic and Atmospheric Administration en de Planning and Conservation League Foundation voor een alternatieve oplossing voor de verouderde dam. De dam zal afgebroken worden en de ligging van de Carmel River zal aangepast worden zodat het sediment in de voormalige bedding van de rivier kan blijven liggen. Dat project zal ook de lokale regenboogforel ten goede komen, die er hierdoor 40 kilometer aan geschikte habitat bijkrijgt.
Het project vatte aan in augustus 2013. In een eerste fase werd er een tijdelijke omleiding voor de Carmel-rivier voorzien, alsook een nieuwe toegangsweg. In december 2014 is de nieuwe rivierbedding uitgegraven en de stroom omgeleid. In 2015 wordt de dam afgebroken en wordt de nieuwe rivierbedding opgewaardeerd.
Het project heeft de steun van verschillende natuur- en milieuverenigingen. Het is de eerste grote dam in Californië - waar meer dan 1.400 dammen zijn - die afgebroken wordt.